# Joseph Nicholas Adelrich Benziger
Joseph Nicholas Adelrich Benziger (Einsiedeln, 14 september 1837 - Staten Island, 17 februari 1878) was een Zwitsers-Amerikaans uitgever en consul voor Zwitserland in Cincinnati.

## Biografie

### Afkomst en opleiding
Joseph Nicholas Adelrich Benziger was een telg uit de familie Benziger. Hij was het negende kind van uitgever en politicus Karl Benziger en van Anna Maria Meyer. Hij groeide op in Einsiedeln met zijn broers en zussen, waaronder Meinrada Josefa Benziger en Josef Karl Benziger. In 1869 trouwde hij met gravin Bertha von Sarnthein uit Innsbruck, een studiegenoot van zijn zus Felicitas Benziger. Ze kregen twee dochters en drie zonen.
Volgens de wensen van zijn vader, die hem wilde voorbereiden op zijn toekomstige activiteit in de familiale uitgeverij Benziger Verlag, kreeg Benziger een zorgvuldige opleiding. Hij had een leraar aan huis, ging naar de gymzalen van Sankt Gallen en Einsiedeln en vervolgens naar jongensinternaten in Wabern bij Bern en Genève. In Augsburg volgde hij een opleiding tot boekhandelaar en liep hij stage in boekhandel Lampert.

### Carrière
In 1856 volgde Benziger op 20-jarige leeftijd zijn neef Adelrich Benziger op aan het hoofd van een vier jaar eerder in New York opgerichte Amerikaanse dochteronderneming van de familiale onderneming. In 1860 nam Benziger Brothers (de naam die in de Verenigde Staten aan het bedrijf werd gegeven) Kreuzburg & Nurre over, een reeds lang bestaande katholieke uitgeverij, en richtte men een andere dochteronderneming op in Cincinnati. In hetzelfde jaar werden Benziger, zijn twee oudere broers, Josef Karl Benziger en Martin Benziger, en drie neven en nichten gelijkwaardige partners in het familiebedrijf.
Benziger was voornamelijk verantwoordelijk voor het uitgeven van boeken, terwijl zijn neef Louis Benziger verantwoordelijk was voor de invoer. Onder zijn leiding werden werken van populaire katholieke literatuur in het Duits gepubliceerd. Vanaf de jaren 1870 publiceerden Amerikaanse vestigingen steeds vaker boeken in het Engels. De Benzigers gebruikten met name de netwerken die door de katholieke kerk van immigranten waren opgezet om hun producten te verkopen. In de Verenigde Staten konden ze vooral rekenen op de steun van missionarissen en bisschoppen van Duitse en Ierse afkomst.
Benziger onderhield nauwe banden met Europa en Einsiedeln. Van 1862 tot 1878 verbleef hij driemaal voor een langere periode in zijn geboorteland, en hij bleef tevens zijn hele leven in contact met zijn jeugdvrienden, zoals Bernard Benziger, een benedictijnse priester in Einsiedeln, of Franz Furger, een professor en redacteur uit Schwyz. Net als zijn familieleden in Zwitserland nam hij ere-politieke functies op zich. Hij diende als de Zwitserse consul in Cincinnati van 1864 tot 1866. De Kulturkampf in Zwitserland bekeek hij van een afstand met enige scepcis, daar hij deze beweging als 'bekrompen' beschouwde.
In 1873 vestigde Benziger zich definitief met zijn gezin in New York. Na een laatste reis naar Europa stierf hij op 17 februari 1878 in zijn huis op Staten Island aan een maagaandoening. Bij zijn overlijden liet hij zijn familie een fortuin van ongeveer 750.000 Zwitserse frank na.